# Rezolucja Rady Bezpieczeństwa ONZ nr 2561
Rezolucja Rady Bezpieczeństwa ONZ nr 2561 została przyjęta jednomyślnie 29 stycznia 2021 r.
Rada przedłużyła w niej mandat Sił Pokojowych ONZ na Cyprze na kolejne miesiące, do dnia 31 lipca 2021 r.